# Euproctis nigra
Euproctis nigra är en fjärilsart som beskrevs av Holland 1893. Euproctis nigra ingår i släktet Euproctis och familjen tofsspinnare. Inga underarter finns listade i Catalogue of Life.